# Kobryn
Kobryn (hviderussisk: Кобрын, tr. Kobryn; russisk: Кобрин, tr. Kobrin; jiddisch: קאברין) er en by i Brest voblast i Hviderusland, der er hovedstad i Kobryn rajon.
Byen ligger i det sydvestlige hjørne af Hviderusland, hvor Mukhavets floden og Dnepr-Bug kanalen mødes. Byen ligger cirka 52 km øst for byen Brest, er stationby på Brest-Homel jernbanestrækningen, ligger ved europavej E30, samt Dneprowsko Bugskij-kanal. Kobryn har 52.432 (2025) indbyggere.